# Kernkraftwerk Penly
Das Kernkraftwerk Penly liegt etwa 15 Kilometer von Dieppe bei Penly in der französischen Gemeinde Petit-Caux in der Region Normandie im Département Seine-Maritime am Ärmelkanal, aus dem Wasser für die Kühlung bezogen wird. Das Kernkraftwerk wird von der französischen Aktiengesellschaft Électricité de France (EDF) betrieben, die dort etwa 670 Personen beschäftigt.
Die zwei Druckwasserreaktoren haben eine Nettoleistung von jeweils 1330 Megawatt (MW) und eine Bruttoleistung von 1382 MW.
Die installierte Gesamtleistung liegt bei 2764 MW; damit zählt das Kernkraftwerk zu den mittleren in Frankreich. Pro Jahr speist es durchschnittlich 18 Milliarden Kilowattstunden in das öffentliche Stromnetz ein; dies entspricht etwa 80 Prozent des jährlichen Stromverbrauchs der Normandie.

## Geschichte
Baubeginn für den ersten Reaktorblock war am 1. September 1982, er ging am 4. Mai 1990 in Betrieb. Mit dem Bau des zweiten Reaktorblocks wurde am 1. August 1984 begonnen, die Inbetriebnahme war am 4. Februar 1992.
Einem Bericht der Atomsicherheitsbehörde ASN vom Oktober 2002 zufolge könnte die Funktionsfähigkeit eines sicherheitsrelevanten Ventils, das das Abkühlen der Reaktorblöcke gewährleisten soll, bei einem starken Erdbeben nicht sichergestellt werden.
Im Januar 2009 wurde von der französischen Regierung bestätigt, dass am Standort Penly ein dritter Reaktor vom Typ EPR mit rund 1650 MW im Jahr 2012 in Bau gehen sollte. François Hollande gab kurz nach seiner Wahl zum französischen Staatspräsidenten bekannt, den Bau eines EPR in Penly nicht blockieren zu wollen. Nach Ansicht des französischen Industrieministers Arnaud Montebourg laut einem Interview vom Februar 2013 ist der EPR in Penly überflüssig, da durch den starken Ausbau der erneuerbaren Energien genug Kapazitäten vorhanden seien. Ähnlich hatte sich bereits im Juli 2012 Umweltministerin Delphine Batho geäußert. Stand Februar 2022 sollen zwei EPR2-Reaktoren am Standort Penly gebaut werden und zwischen 2035 und 2037 in Betrieb gehen.
Die französische Regierung hat 2020 eine Verlängerung für alle in Betrieb befindliche Reaktoren um weitere 10 Jahre von 40 auf 50 Jahre Laufzeit angekündigt. Diese wurde 2021 von der französischen Aufsicht unter Auflagen genehmigt.
Staatspräsident Emmanuel Macron hat angekündigt, er wolle noch während seiner Amtszeit den Grundstein für die ersten beiden von sechs neuen Atomreaktoren legen. Die beiden sollen in Penly gebaut werden, unter anderem weil dort Wasser aus dem Ärmelkanal als Kühlwasser verwendet werden kann.

## Zwischenfälle
Am 5. April 2012 brach im Block 2 des Kernkraftwerks ein Feuer aus, woraufhin der Block heruntergefahren wurde. Grund für die zwei durch die Feuerwehr gelöschten Brandherde war auslaufendes Öl einer Pumpe im Kühlkreislauf. Es gab keine Verletzten und nach Mitteilung der Betreibergesellschaft EDF keine Auswirkungen auf die Umwelt.
Später wurde bekannt, dass es bei dem Störfall zudem zu einem deutlichen Leck im primären Kühlkreislauf gekommen war. Etwa 2,3 m³ radioaktiv kontaminiertes Wasser pro Stunde sind ausgetreten. Um die Kühlung des Reaktorkerns sicherzustellen, wurde zusätzliches Kühlwasser in den Kühlkreislauf gepumpt. Gegen Abend konnte der Wasserverlust auf 100 Liter pro Stunde reduziert werden. Das kontaminierte Wasser wurde nach Angaben des Betreibers im Reaktorgebäude aufgefangen. Am frühen Morgen des 6. April 2012 konnte das Leck geschlossen und der Austritt kontaminierten Wassers gestoppt werden.
Der Vorfall wurde auf der Internationalen Bewertungsskala für nukleare Ereignisse (INES) mit Stufe 1 (Anomalie) eingestuft.
Am 7. März 2023 gab die Autorité de sûreté nucléaire bekannt, dass eine defekte Rohrleitung im Notkühlsystem des Reaktors 1 identifiziert wurde. An einer Schweißnaht befand sich ein 15 cm langer und bis zu 23 mm tiefer Riss, bei einer Wanddicke von 27 mm. Ursachen seien Spannungsrisskorrosion und Abnutzung. Der Befund wurde als Störfall (Kategorie INES 2) bewertet.

## Daten der Reaktorblöcke
Das Kernkraftwerk Penly hat insgesamt zwei Blöcke:
| Reaktor- block | Reaktortyp         | Netto- leistung | Brutto- leistung | Baubeginn         | Netzsyn- chronisation | Kommer- zieller Betrieb | Abschal- tung |
| -------------- | ------------------ | --------------- | ---------------- | ----------------- | --------------------- | ----------------------- | ------------- |
| Penly-1        | Druckwasserreaktor | 1330 MW         | 1382 MW          | 1. September 1982 | 4. Mai 1990           | 1. Dezember 1990        | 2040          |
| Penly-2        | Druckwasserreaktor | 1330 MW         | 1382 MW          | 1. August 1984    | 4. Februar 1992       | 1. November 1992        | 2042          |